# Ritzville
La ville de Ritzville est le siège du comté d'Adams, situé dans l'État de Washington, aux États-Unis. Sa population s’élevait à 1 673 habitants lors du recensement de 2010.

## Histoire
Le premier colon à s'installer dans ce qui deviendra Ritzville est William McKay en 1880. La ville aurait été nommée en l'honneur de Philip Ritz, qui s'était installé dans la zone deux ans plus tôt. En décembre 1880, le territoire de la ville fut choisi par John W. Sprague au nom de sa compagnie, la Northern Pacific Railway. En 1881, Mckay construit la première maison de la future ville. L'établissement de la Northern Pacific était en construction dans le voisinage et la maison de McKay fut utilisée comme un hôtel de fortune pour les ouvriers et les passagers associés.
Le rail apporta une nouvelle vague de colons dans la zone. À l'été 1881, Mckay construit le premier commerce et la compagnie de chemin de fer fait ériger un dépôt à proximité, qui servit également d'hôtel, de théâtre et salle de réunion. À cette époque, le jeune village comptait 50 habitants et l'école se trouvait dans un appentis contre une maison. La réserve d'eau de la ville était le réservoir du chemin de fer car il n'avait pas pensé que l'on pouvait tirer de l'eau de la terre. Les premiers services religieux du comté d'Adams ont été tenus à Ritzville en avril 1882 dans la maison de Mckay et la « première église de congrégation » fut bientôt organisée. Trois ans plus tard, en 1885, une église fut construite. Le bureau de poste fut construit en 1883 par J.L. Johnson de Walla Walla qui acheta également la maison de Mckay. De nombreuses entreprises installèrent par la suite un commerce dans la ville. La ville continua de se développer et devint une importante expéditrice de blé de la Big Bend Country.
Quand le réservoir des chemins de fer devint insuffisant, une étude fut menée pour extraire l'eau du sol. Dans un premier temps, aucune trace d'eau ne fut trouvée mais finalement un puits fut percé à 1,5 km à l'est du village. Beaucoup de propriétaires de terre consentirent à se déplacer vers le puits à l'exception d'un grand hôtel qui ne pouvait pas être déplacé. Finalement de l'eau fut trouvée sur le site et le déplacement ne fut pas nécessaire. En 1887, Ritzville possédait trois magasins de marchandises, une droguerie, un saloon, deux magasins de forgeron, deux chantiers de bois de charpente, deux étables, un magasin de harnais, deux hôtels et une école à deux étages. La population était de 100 habitants.
Le 6 juin 1888, un incendie dû à une conduite défectueuse, anéantit une grande partie du quartier commercial de la ville. À cette époque, Ritzville n'avait aucun pompier et les habitants furent incapables de combattre le feu efficacement. La reconstruction de la ville aboutit rapidement à la pose de la première brique de la ville en 1889 par le maire de la ville, N.H. Greene. La brique est toujours en place de nos jours dans l'un des bâtiments du quartier historique de Ritzville.
Poursuivant la reconstruction après l'incendie, la ville est incorporée en town en 1888 et est officiellement réincorporée en tant que ville le 17 juillet 1890 après que le Washington est devenu un État. La première institution bancaire, la Banque du comté d'Adams s'installe en avril 1891. Après un autre désastre dû au feu en 1894, un réseau de canalisation fut installé dans la ville. Le premier tribunal permanent du comté d'Adams fut construit à Ritzville en 1892.
Après que la panique de 1893 se résorba en 1898, Ritzville a connu un autre boom avec l'augmentation de demandes de propriétés et de l'envol du nombre de constructions. En août 1899, le téléphone est installé dans la ville. Au début du XXe siècle, la population dépassait les 1 200 habitants. En 1901, la ville reçoit finalement une caserne de pompiers volontaires financée par les citoyens. La même année, la ville reçut le titre de plus grande plate-forme de transport de blé du monde. Entre août 1901 et août 1902, approximativement 1 967 725 boisseaux de blé furent reçus dans les entrepôts de Ritzville afin d'être envoyés et 1 990 convois ferroviaires de blé et de farine quittèrent la ville. Ces chiffres ne seront battus qu'en 1902. Le 17 janvier 1902, Ritzville est électrisée pour la première fois, l'énergie étant apportée par une dynamo à vapeur. Une chambre de commerce est ouverte en 1903, et l'année suivante, la taille du tribunal fut doublée. La ville reçoit une bibliothèque Carnegie en 1907, la seule dans le comté d'Adams. Elle sert encore de nos jours.
Durant la Grande Dépression, la croissance ralentit et Ritzville devint une petite ville. Dans les années 1960, l'Interstate 90 fut construite autour de l'extrême sud de la ville, remplaçant l'U.S. Route 10 et désengorgeant l'U.S. Route 395 passant dans la ville. Plusieurs années plus tard, le premier Starbucks ouvre à Ritzville au bord de l'Interstate 90.

## Géographie
Ritzville est à 95 km au sud-ouest de Spokane. D'après le bureau de recensement des États-Unis, la ville occupe une surface de 3,3 km2 entièrement recouverte de terre.

## Démographie
D'après le recensement de 2000, il y avait 1 736 habitants, 777 ménages et 470 familles résidant dans la ville. La densité de population était de 519,6 h.km². Le brassage ethnique de la cité était de 95,79 % de Blancs, 0,58 % d'Amérindiens, 0,58 % d'Asiatiques, 0,35 % d'Afro-Américains, 0,86 % d'une autre « race » et de 1,84 % d'habitants appartenant à plusieurs « races ». Les Hispaniques de n'importe quelle race représentaient 2,36 % de la population.
Sur les 777 ménages, 24,1 % d'entre eux avait un enfant âgé de moins de 18 ans vivant chez eux, 48,5 % était des couples vivant ensemble, 8,9 % était des femmes au foyer sans mari, et 39,4 % n'avaient pas de famille. 36,4 % de tous les ménages était composé d'un seul individu et 17,6 % était des individus seuls âgés de plus de 65 ans. La taille moyenne des ménages était de 2,15 personnes et celle des familles était de 2,75 personnes.
La répartition de l'âge de la population s'agençait de la façon suivante : 21,7 % des habitants avait moins de 18 ans, 5,1 % avait entre 18 et 24 ans, 21,8 % avait entre 25 et 44 ans, 26,3 % avait entre 45 et 64 ans et 25,1 % avait plus de 65 ans. L'âge moyen était de 46 ans. Pour 100 filles, il y avait 93,5 garçons, et pour 100 filles mineures il y avait 86,3 garçons.
Le revenu moyen par ménage à Ritzville était de 26 087 € et le revenu moyen des familles était de 32 240 €. Les hommes gagnaient en moyenne 26 034 € par an contre 16 882 € pour les femmes. Le revenu par tête de Ritzville était de 14 660 €. Environ 8,4 % des familles et 14,3 % de la population vivaient sous le seuil de pauvreté, dont 20,1 % de mineurs et 8,6 % de plus de 65 ans.

## Climat
| Mois                              | jan. | fév. | mars | avril | mai  | juin | jui. | août | sep. | oct. | nov. | déc. | année |
| --------------------------------- | ---- | ---- | ---- | ----- | ---- | ---- | ---- | ---- | ---- | ---- | ---- | ---- | ----- |
| Température minimale moyenne (°C) | −6,1 | −3,3 | −1,1 | 1,1   | 4,4  | 8,3  | 11,1 | 11,1 | 7,2  | 2,2  | −2,2 | −5   | 2,2   |
| Température maximale moyenne (°C) | 1,1  | 5,6  | 10,6 | 16,1  | 20,6 | 25,6 | 30,6 | 30   | 25   | 16,7 | 7,2  | 2,2  | 16,1  |
| Précipitations (mm)               | 36   | 28   | 28   | 23    | 23   | 20   | 13   | 10   | 15   | 25   | 41   | 43   | 302   |